# Bill Robinson

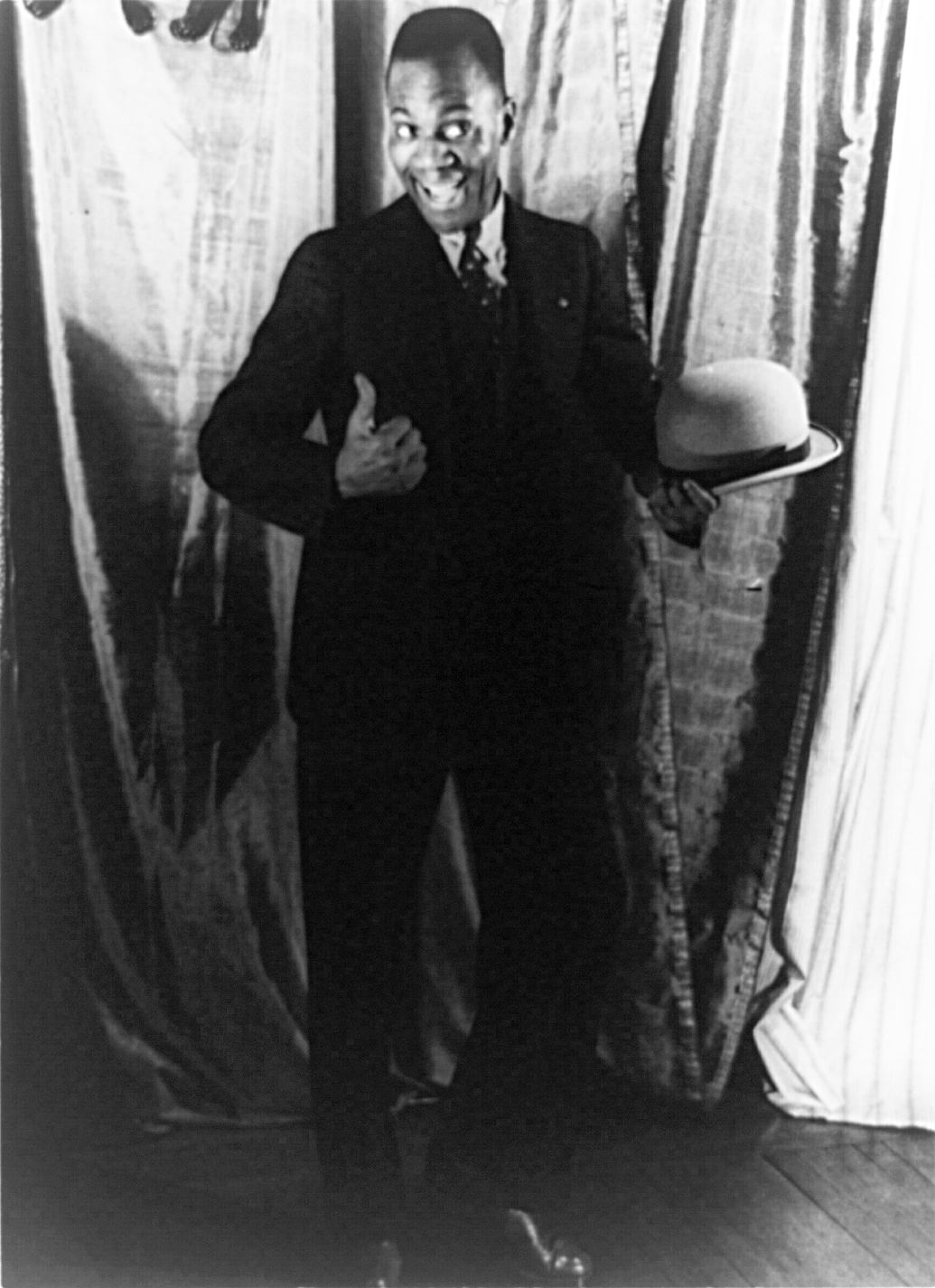
Bill Robinson, 25. Januar 1933
Fotografie von Carl van Vechten, aus der Van Vechten Collection der Library of Congress

Bill „Bojangles“ Robinson (* 25. Mai 1878 als Luther Robinson in Richmond, Virginia; † 25. November 1949 in New York City, New York) war ein US-amerikanischer Stepptänzer und Schauspieler.

## Leben
Bill Robinson wurde in Richmond, Virginia geboren. Er verlor seine Eltern als Kleinkind und wurde von seiner Großmutter aufgezogen. Im Alter von neun Jahren lief er von zu Hause weg und begann seine Karriere als Straßenkünstler. Durch sein herausragendes Talent als Tänzer schaffte er den Sprung in die Clubs und Varietés von New York City. Sein Tanzstil revolutionierte den Stepptanz seiner Zeit: Damals wurden Rhythmen hauptsächlich mit dem flachen Fuß erzeugt; Robinson hingegen tanzte als erster vornehmlich auf den Fußballen. Er war sehr erfolgreich, trat am Broadway auf, im berühmten Cotton Club und als einer der ersten schwarzen Stepptänzer in Hollywood-Produktionen. Eine seiner häufigsten Filmpartnerinnen war die junge Shirley Temple. Für die Bedeutung seines Spitznamens „Bojangles“ existieren zwei Erklärungen. Viele verstanden ihn als Synonym für sorglos, der schwarze Varieté-Künstler Tom Flatcher hingegen sagte, das Wort sei Umgangssprache für einen streitlustigen Menschen.
Trotz seiner Erfolge starb Robinson als armer Mann. Er gab viel für wohltätige Zwecke, war aber auch ein notorischer Glücksspieler. Als er 1949 an einer chronischen Herzkrankheit starb, wurde er in Harlem aufgebahrt. Die Rechnung für seine Beerdigung zahlte der Showmaster Ed Sullivan aus eigener Tasche. Tausende säumten die Straßen, um ihm die letzte Ehre zu erweisen. Sein Sarg wurde von Duke Ellington, Cole Porter und Irving Berlin zu Grabe getragen.

## Filmografie (Auswahl)
- 1932: Harlem is Heaven
- 1935: Oberst Shirley (The Little Colonel)
- 1935: Der kleinste Rebell (The Littlest Rebel)
- 1935: In Old Kentucky
- 1935: Hooray For Love
- 1937: One Mile From Heaven
- 1938: Cotton Club Revue
- 1938: Shirley auf Welle 303 (Rebecca of Sunnybrook Farm)
- 1938: Just Around the Corner
- 1943: Der Tänzer auf den Stufen (Stormy Weather)

## Ehrungen und Rezeption
Robinsons Geburtstag, der 25. Mai, wurde 1989 vom US-amerikanischen Kongress zum nationalen Stepptanztag erklärt.
Der Folk-Sänger Jerry Jeff Walker schrieb 1968 das Lied Mr. Bojangles, das heute zu den Jazz-Standards gehört und von vielen Künstlern interpretiert wurde. Es beschreibt allerdings nicht Bill Robinson selbst, sondern einen Bojangles-Imitator, der für Trinkgelder tanzt.
Einer von Robinsons Lieblingssprüchen war „everything is copasetic“, er sagte, er habe das Adjektiv selbst erfunden. Copasetic ist mit der Bedeutung „in bester Ordnung“  in die englische Umgangssprache eingegangen. Nach seinem Tod gründeten die Steppstars Billy Strayhorn, Charles Cook, Honi Coles, Cholly Atkins und LeRoy Myers die Gruppe „The Copasetics“, um Robinson und seine Schritte in Erinnerung zu halten. Die legendäre Gruppe existierte in wechselnder Besetzung über Jahrzehnte.
2001 wurde seine Lebensgeschichte im Film Bojangles verfilmt, die Hauptrolle spielte der Stepptänzer und Schauspieler Gregory Hines.
In Tim Burtons Film Corpse Bride – Hochzeit mit einer Leiche (2005) wurde mit der Figur „Bonejangels“ an Robinson und das Lied „Mr. Bojangles“ erinnert.
2016 veröffentlichte Olivier Bourdeaut den Roman En attendant Bojangles, der auf Deutsch als Warten auf Bojangles erschien. 2021 wurde eine gleichnamige Verfilmung veröffentlicht.